# Comuna Ghidigeni, Galați
Ghidigeni este o comună în județul Galați, Moldova, România, formată din satele Gara Ghidigeni, Gârbovăț, Gefu, Ghidigeni (reședința), Gura Gârbovățului, Slobozia Corni, Tălpigi și Tăplău. Se află în Podișul Covurluiului; lângă Bârlad; și la o altitudine de 55 m deasupra nivelului mării. Are o suprafață de 71,51 km². Populația este de 6.212 locuitori, determinată în 1 decembrie 2021, prin recensământ, chestionar.

## Toponimie
Numele comunei ar proveni de la o legendă locală, despre un haiduc pe nume Ghidic, de la care se presupune că provine numele satului.

## Așezare
Comuna se află în marginea nordică a județului, la limita cu județul Vaslui, pe malurile râului Bârlad. Este străbătută de șoseaua județeană DJ240, care o leagă spre nord-vest de Priponești (unde se termină în DN24) și spre sud de Negrilești și Munteni (unde se termină în același DN24). La Tăplău, din acest drum se ramifică șoseaua județeană DJ240A, care duce spre est la Cerțești.

## Istorie
La sfârșitul secolului al XIX-lea, comuna făcea parte din plasa Corod a județului Tutova, și era formată din satele Ghidigeni, Tălpău, Gârbovățu, Gura Gârbovățului și Gefu, având în total 850 de locuitori ce trăiau în 270 de case. În comună existau o școală primară de băieți și o biserică. Anuarul Socec din 1925 o consemnează în aceeași plasă și cu aceeași alcătuire, având o populație de 1754 de locuitori.
În 1950, comuna a fost transferată raionului Bârlad din regiunea Bârlad și apoi, în 1956, raionului Tecuci din regiunea Galați. În 1968, a trecut la județul Galați, fiindu-i între timp alipite și satele Slobozia-Corni și Tălpigi, anterior în comuna Negrilești.

## Monumente istorice
Trei obiective din comuna Ghidigeni sunt incluse în lista monumentelor istorice din județul Galați ca monumente de interes local. Unul este situl arheologic reprezentat de o așezare din Epoca Bronzului Târziu (secolele al XIII-lea–al XII-lea î.e.n., Cultura Noua). Alte două sunt monumentele istorice de arhitectură reprezentate de ansamblul conacului Chrissoveloni (sfârșitul secolului al XIX-lea) de lângă primăria din Ghidigeni — ansamblu alcătuit din conacul propriu-zis și unele construcții anexe — și cavoul familiei Chrissoveloni (sfârșitul secolului al XIX-lea) aflat pe malul drept al râului Bârlad.

## Obiective turistice
În comună se pot găsi următoarele obiective turistice:
- Conacul Chrissoveloni:
  - Acest conac datează de la sfârșitul secolului al XIX-lea. Ansamblul include conacul principal și câteva clădiri anexe.
- Cavoul familiei Chrissoveloni:
  - Cavoul familiei Chrissoveloni este tot un monument istoric din localitate. Este situat pe malul drept al râului Bârlad.

## Demografie
Componența etnică a comunei Ghidigeni
     Români (79,52%)
     Romi (9,58%)
     Alte etnii (10,9%)
Componența confesională a comunei Ghidigeni
     Ortodocși (87,94%)
     Alte religii (1,01%)
     Necunoscută (11,04%)
Conform recensământului efectuat în 2021, populația comunei Ghidigeni se ridică la 6.212 locuitori, în creștere față de recensământul anterior din 2011, când fuseseră înregistrați 5.821 de locuitori. Majoritatea locuitorilor sunt români (79,52%), cu o minoritate de romi (9,58%). Din punct de vedere confesional, majoritatea locuitorilor sunt ortodocși (87,94%), iar pentru 11,04% nu se cunoaște apartenența confesională.

## Politică și administrație
Comuna Ghidigeni este administrată de un primar și un consiliu local compus din 15 consilieri. Primarul, Eugen Tăbăcaru[*], de la Partidul Național Liberal, este în funcție din 2004. Începând cu alegerile locale din 2024, consiliul local are următoarea componență pe partide politice:
|  | Partid                    | Consilieri | Componența Consiliului | Componența Consiliului | Componența Consiliului | Componența Consiliului | Componența Consiliului | Componența Consiliului | Componența Consiliului | Componența Consiliului | Componența Consiliului | Componența Consiliului |
|  | ------------------------- | ---------- | ---------------------- | ---------------------- | ---------------------- | ---------------------- | ---------------------- | ---------------------- | ---------------------- | ---------------------- | ---------------------- | ---------------------- |
|  | Partidul Național Liberal | 10         |                        |                        |                        |                        |                        |                        |                        |                        |                        |                        |
|  | Partidul Social Democrat  | 5          |                        |                        |                        |                        |                        |                        |                        |                        |                        |                        |